# Dominic Solanke
Dominic Ayodele Solanke-Mitchell (* 14. září 1997 Reading) je anglický profesionální fotbalista, který hraje na pozici útočníka za anglický klub Tottenham Hotspur FC. V roce 2017 odehrál i jeden zápas v dresu anglické reprezentace.

## Klubová kariéra

### Chelsea
V sezóně 2013/14 Solanke nastřílel 20 gólů v 25 zápasech v Chelsea U18. V sezóně 2014/15 pravidelně trénoval s A–týmem. Na lavičce A–týmu Chelsea se poprvé objevil 18. října 2014 v zápase Premier League proti Crystal Palace FC. Za seniorský tým Chelsea poprvé nastoupil 21. října 2014 ve skupinové fázi Ligy mistrů UEFA proti slovinskému týmu NK Maribor, když v 73. minutě vystřídal Oscara za stavu 4:0 pro Chelsea (střetnutí skončilo výsledkem 6:0).
13. dubna 2015 vyhrál spolu s Chelsea FC U19 Juniorskou ligu UEFA 2014/15. Chelsea ve finále porazila Šachtar Doněck 3:2 a stala se tak druhým výhercem této soutěže. Dominic vstřelil ve finále gól. Celkem v Juniorské lize UEFA 2014/15 startoval v 10 utkáních a připsal si 12 gólů a 3 asistence.

### Vitesse (hostování)
4. srpna 2015 se odešel do Vitesse v rámci celoročního hostování. První gól si připsal proti SC Cambuur, když překonal brankáře v 1. minutě nastavení druhého poločasu (utkání skončilo 4:1 pro Vitesse, Solanke odehrál 15 minut).

## Reprezentační kariéra
Dominic Solanke nastupuje za anglickou fotbalovou reprezentaci do 21 let.
V květnu 2014 vyhrál s anglickou mládežnickou reprezentací U17 Mistrovství Evropy hráčů do 17 let, kde mladí Angličané ve finále porazili Nizozemsko v penaltovém rozstřelu po vyrovnaném stavu 1:1. Dominic se trefil ve skupinové fázi dvakrát proti Turecku, jednou v semifinále proti Portugalsku a ve finále proti Nizozemsku. Se 4 góly se stal společně s Nizozemcem Jari Schuurmanem nejlepším střelcem turnaje.
V lednu 2015 dostal ocenění pro nejlepšího dorostence Anglie roku 2014. Cenu převzal 24. března 2015 na reprezentačním srazu A-týmu Anglie.
V reprezentaci do 21 let debutoval 21. listopadu 2015 proti Bosně a Hercegovině (zápas skončil 0:0, Solanke odehrál 89 minut).
Byl členem týmu, který vyhrál mistrovství světa ve fotbale hráčů do 20 let 2017 v Jižní Koreji. Na turnaji vstřelil čtyři branky a byla mu udělena cena pro nejlepšího hráče.

## Ocenění

### Reprezentační
Anglie U17
- Mistrovství Evropy hráčů do 17 let (2014)[6]

### Individuální
- Mistrovství Evropy hráčů do 17 let 2014 – nejlepší střelec
- Anglický dorostenec roku 2014